# (1216) Askania
(1216) Askania est un astéroïde de la ceinture principale découvert le 29 janvier 1932 par l'astronome allemand Karl Wilhelm Reinmuth. Le lieu de découverte est Heidelberg (024). Sa désignation provisoire était 1932 BL.
Sa distance minimale d'intersection de l'orbite terrestre est de 0,820136 ua.
Il a été nommé en référence au fabricant d'instruments d'optique allemand Askania.